# Дауер (біологія)
Дауер (від нім. Dauer — «терпіння») — альтернативна форма розвитку нематод, досліджена на прикладі Caenorhabditis elegans. Часто дауер розглядається як еквівалент інфекційної стадії паразитичних личинок нематод. За сприятливих для розмноження умов личинки проходять через 4 стадії або «линяння», які позначаються як L1, L2, L3 і L4. Після стадії L4 тварини остаточно линяють з переходом до дорослої стадії, здатної до розмноження. Проте, коли умови неспрятливі, тварини на стадіях L1 і L2 мають вибір змінити напрямок розвитку до утворення дауеру. На це рішення впливають такі сигнали, як температура, наявність їжі та деякі феромони (що вказують на щільність популяції). Дауер-личинка, таким чином, вважається альтернативною стадії L3, і іноді позначається як L2d (інколи виділяють пре-дауер стадію). Личинки дауер характеризуються затриманим розвитком і темними кишківниками, через зберігання жиру.
Ця стадія активно досліджується біологами через здатність організмів витримувати жорсткі умови оточення і жити протягом довшого періоду часу через уповільнене старіння. Формування дауера в C. elegans вимагає ядерного рецептора DAF-12 і фактора транскрипції групи forkhead DAF-16. У сприятливому середовищі DAF-12 активізує стероїдний гормон, що виробляється цитохромом p450, DAF-9. Цікаво, що DAF-9 і DAF-12 потрібні для продовження тривалості життя в тварин, які не мають репродуктивних клітин.